# Augustine: The Decline of the Roman Empire
Pour les articles homonymes, voir Augustine.
 (août 2018).
Pour plus de détails, voir Fiche technique et Distribution.
Augustine: The Decline of the Roman Empire (Sant'Agostino) est une mini-série italienne en deux parties, réalisée par Christian Duguay, diffusée les 31 janvier et 1er février 2010 sur Rai 1.
Cette série portant sur la vie de Saint Augustin, un des quatre pères de l'Église chrétienne, a été coproduite par Rai Fiction, Lux Vide, Eos Entertainment, Rai Trade et Grupa Filmowa Baltmedia et tournée en Tunisie.
Aux États-Unis, la série a été distribuée sous le titre : Restless Heart: The Confessions of Saint Augustine.

## Synopsis
La vie de saint Augustin est racontée par la méthode du flashback partant de 430, quand il est l'évêque âgé d'Hippone (Franco Nero), assiégée par les barbares vandales du roi Genseric. Le flashback nous ramène à l'adolescence du saint (Alessandro Preziosi) à Tagaste, petite ville de l'Afrique romaine jusqu'à sa conversion à l'âge de 33 ans à Milan de saint Ambroise. Puis après une coupure de nombreuses années on retrouve saint Augustin aux prises avec les donatistes à Carthage en 411.

## Fiche technique
- Titre international : Augustine: The Decline of the Roman Empire
- Titre original : Sant'Agostino
- Réalisation : Christian Duguay
- Scénario : Francesco Arlanch - Sebastian Henckel-Donnersmarck
- Directeur de la photographie : Fabrizio Lucci
- Scénographie : Carmelo Agate
- Producteur :	Matilde et Luca Bernabei
- Producteur executif : Daniele Pass
- Montage : Alessandro Lucidi
- Costumes : Stefano De Nardis
- Production : Rai Fiction, Lux Vide, Eos Entertainment, Rai Trade et Grupa Filmowa Baltmedia
- Genre : Drame - Biographie - Histoire
- Pays :  Italie,  Allemagne,  Hongrie,  États-Unis
- Durée : 200 minutes (3 h 20)
- Date de sortie :
  -  Italie : 31 janvier 2010
  -  Allemagne de l'Ouest : 4 avril 2010
  -  Hongrie : 25 décembre 2010

## Distribution
- Alessandro Preziosi : Augustin jeune
- Franco Nero : Augustin âgé
- Monica Guerritore : Monique mère d'Augustin
- Johannes Brandrup : Valerius
- Götz Otto : Genseric, roi des Vandales
- Francesca Cavallin (it) : Justine (impératrice), la mère de l'empereur romain Valentinien II
- Dominic Atherton : Valentinien II, l'enfant empereur

## Audiences
| n° | Rai 1 Italie     | Téléspectateurs | Audimat |
| -- | ---------------- | --------------- | ------- |
| 1  | 31 janvier 2010  | 7 041 000       | 26,07 % |
| 2  | 1er février 2010 | 6 700 000       | 29,51 % |